# Cheval de sport
Ne doit pas être confondu avec un cheval de course, qui est utilisé pour la pratique des sports hippiques.

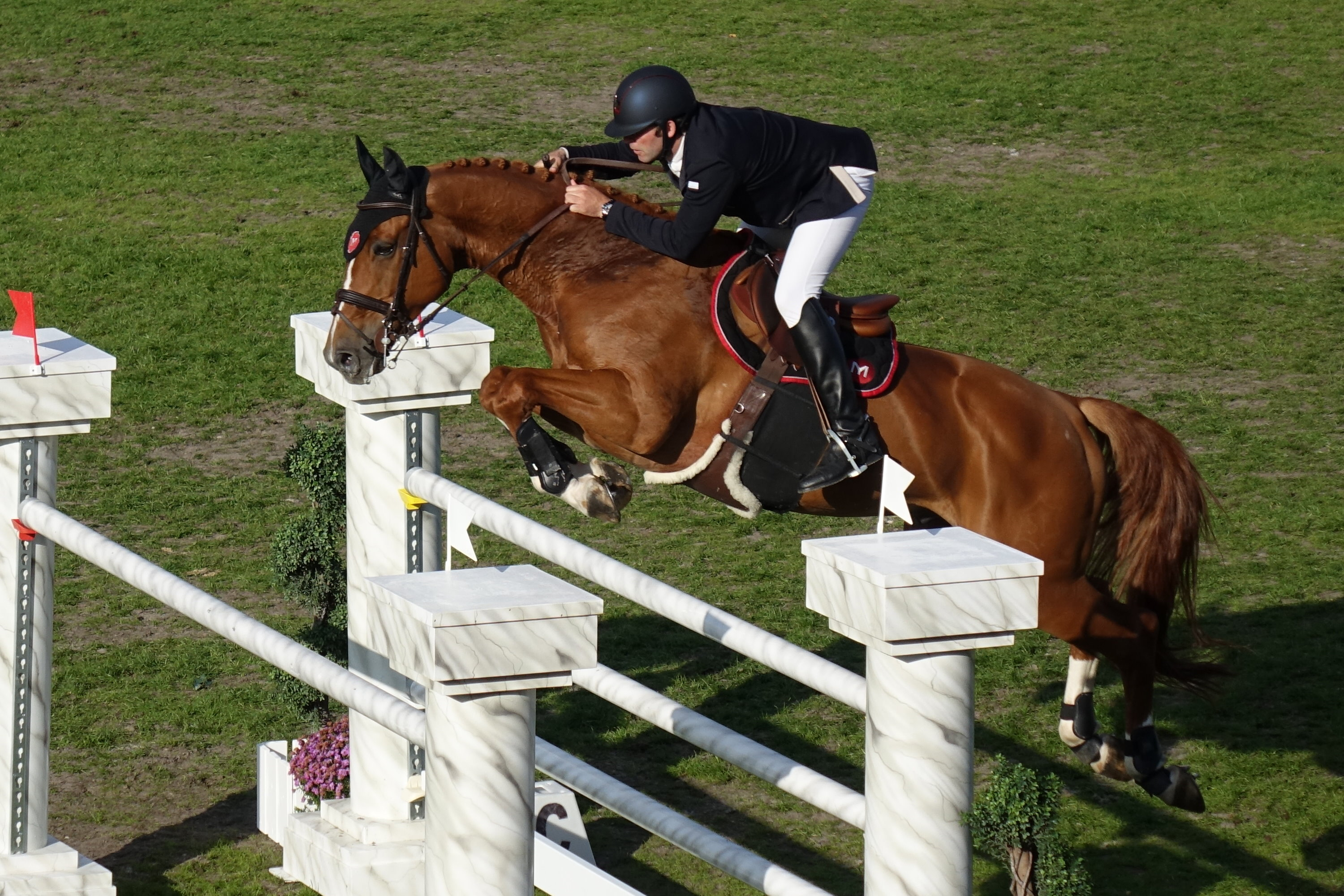
Cheval de sport lors d'une compétition officielle de saut d'obstacles.

Un cheval de sport est un cheval de selle élevé et sélectionné pour la pratique des sports équestres. Le terme est à différencier du mot anglais warmblood, qui n'a pas d'équivalent en français, et qui désigne un ensemble de races ou studbooks de chevaux de sport d'origine européenne.
Le cheval de sport nait au début du XXe siècle avec la fin de l'utilisation du cheval pour la cavalerie, et les débuts des utilisations sportives et de loisir. En Europe, l'élevage se réoriente progressivement vers ces nouveaux débouchés, produisant de ce fait des animaux spécialisés et plus performants dans chaque discipline équestre. À partir des années 2000, le cheval de sport devient international, les échanges se multipliant et l'utilisation de l'insémination artificielle ouvrant de nouvelles possibilités de croisement. La notion de race tend dès lors à perdre de son sens.
Le cheval de sport possède des caractéristiques spécifiques permettant son utilisation dans chacune des disciplines équestres.
Destiné à la compétition, même s'il se révèle dans les faits également utilisé pour le loisir ou pour l'enseignement, il fait l'objet d'une sélection particulière dans chacun des studbooks basée sur la performance ou sur des tests d'aptitude.
Sa formation est précoce et suivie. Il fait également l'objet de soins particuliers du fait de sa condition d'athlète.

## Terminologie et définition
Le terme de « cheval de sport » désigne un ensemble de chevaux dont la morphologie et le tempérament les destinent à la pratique des sports équestres comme le dressage, le saut d'obstacles ou le complet.
En anglais, le terme de sport horse est bien différencié de celui de warmblood, qui signifie littéralement « sang chaud ». Le premier désigne un type de cheval destiné au sport alors que le second désigne un ensemble de races ou studbooks de chevaux de sport d'origine européenne.
Warmblood n'a pas d'équivalent en français. Demi-sang est le mot qui s'en rapproche le plus mais ce terme ancien, devenu désuet, désigne historiquement le croisement entre un cheval  pur-sang anglais ou arabe avec un autre cheval. 
Les chevaux demi-sang sont à la base du cheptel mondial de chevaux de selle ou de trait léger.
Ainsi l'hanovrien et le holsteiner, races allemandes de sport à l'origine demi-sang, sont classés comme warmblood par les anglophones. Un cheval Warmblood répond à la volonté de sélectionner un cheval « de sang » doté de puissance, de poids, et de capacités athlétiques.

## Qualités mentales et physiques

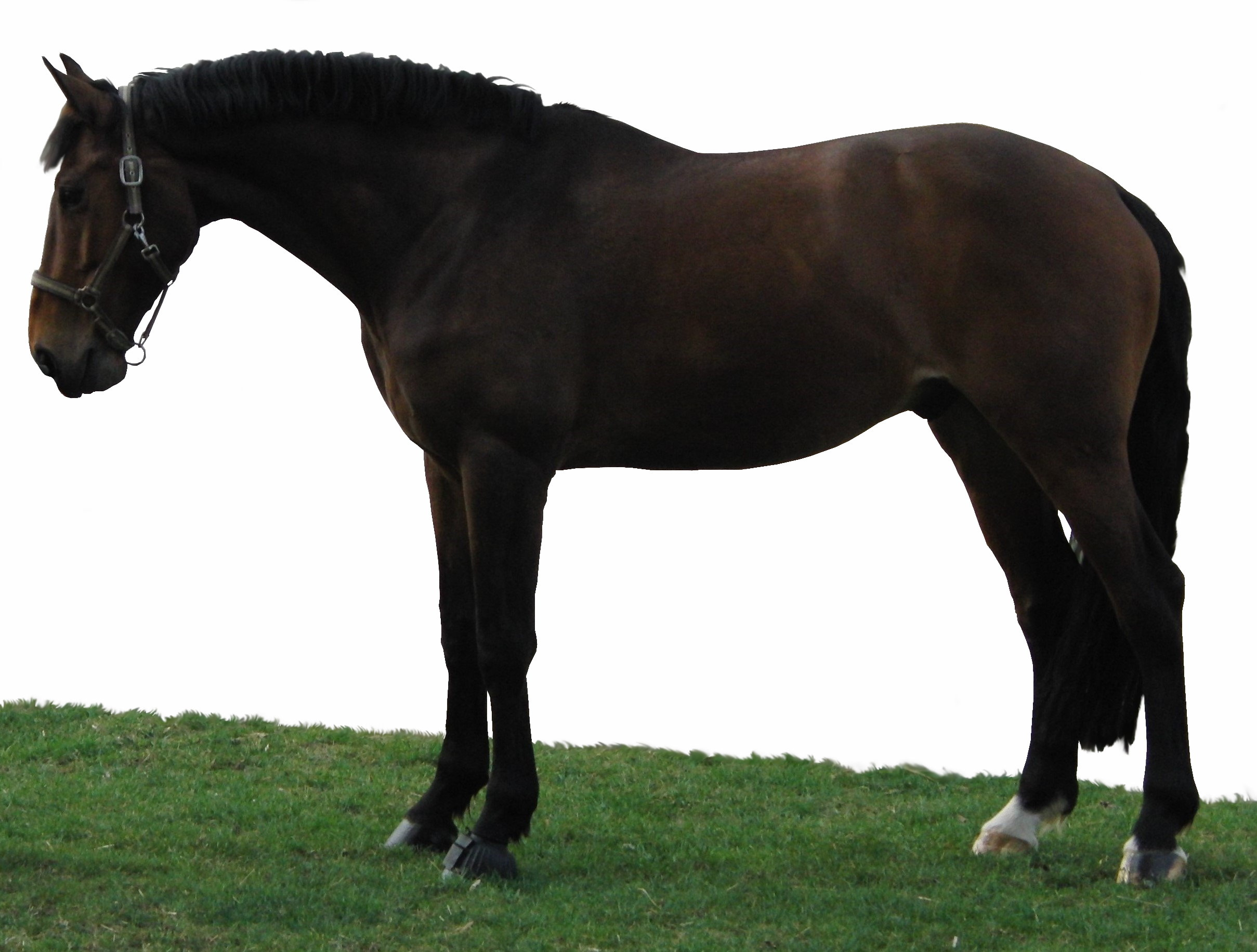
Cheval de sport au modèle.

Il existe diverses races et studbooks de chevaux de sport. Ils ont comme caractéristiques communes de sélectionner des chevaux dont la conformation, les allures, la santé et le tempérament permettent la réussite dans les disciplines du dressage, du saut d'obstacles et du complet.
L'orientation de l'élevage vers certaines disciplines façonne donc le physique des chevaux de sport, car plus qu'une race, c'est un type de cheval destiné à une discipline que l'on cherche à obtenir. L'exemple du KWPN est très représentatif de cette orientation, avec un registre d'élevage découpé en quatre types : obstacle, dressage, attelage et Gelderland.

### Cheval de saut d'obstacles
C'est un cheval de grande taille, puissant avec de l'influx nerveux. Sa musculature est développée avec un dos large, de bons jarrets et des tendons secs. Son arrière-main est particulièrement puissante pour lui permettre de se propulser et de s'élever au-dessus des obstacles,. L'encolure est musclée et bien sortie pour servir de balancier. La ligne du dessus est plutôt faite en montant afin de faciliter l'engagement des hanches. La poitrine est large, les épaules longues et inclinées. Le rein est court et bien attaché, la croupe longue et musclée.
Son caractère est volontaire et assuré. Il est également doté d'une bonne concentration.
Les races et studbooks orientés vers le saut d'obstacles sont le selle français, l'holsteiner, le trakehner, l'oldenbourg, le SBS, le BWP, l'Irish Sport Horse et le demi-sang suédois.

### Cheval de dressage
C'est un cheval longiligne de taille moyenne qui possède une conformation harmonieuse et des allures brillantes. L'encolure est assez longue avec un garrot bien sorti. Les épaules sont longues et obliques. Son dos et son rein sont courts, ses fessiers sont musclés et longs,. L'arrière-main peut être plus basse que l'avant-main ce qui facilite l'équilibre,. Les jambes sont longues avec des canons courts. Il possède de bons aplombs.
Il possède trois bonnes allures, qui doivent être amples, élastiques et régulières. Ses mouvements sont aisés, harmonieux et légers.
Il doit avoir un bon influx nerveux tout en restant attentif, concentré et réceptif.
Les races et studbooks orientés vers le dressage sont l'hanovrien, l'oldenbourg, le westphalien, le holsteiner, le trakehner et le KWPN.

### Cheval de complet
C'est un cheval de taille moyenne doté d'une bonne conformation, de membres solides et de bons aplombs. Les narines sont bien ouvertes. L'encolure, un peu longue, est puissante et bien sortie. La cage thoracique est développée. Le dos est assez long, mais bien attaché avec une arrière-main puissante. Les tendons sont secs.
Le cheval de complet doit posséder un tempérament franc, volontaire, calme et généreux.
Les races et studbooks orientés vers le concours complet sont l'anglo-arabe, le selle français, l'AQPS, le Pur-sang, le trakehner et le demi-sang suédois.

## Histoire

Franchissement d'une barrière lors d'un concours dans les années 1910.

L'histoire du cheval de sport est liée à celle de plusieurs races de chevaux de selle européens. Au début du XXe siècle, avec l’arrivée de la mécanisation et la fin de l'utilisation agricole des chevaux, l'élevage européen s'oriente progressivement vers la production de chevaux de sport et de loisir, comme c'est le cas chez l'hanovrien ou le KWPN.
Avec la motorisation de la cavalerie, de nouveaux débouchés sont en effet recherchés pour les officiers et les chevaux, l’équitation sportive étant alors une pratique exclusivement militaire et masculine.
Le monde militaire est à l'origine du développement des sports équestres et les trois sports équestres olympiques, saut d'obstacles, dressage et concours complet d'équitation, sont issus des entraînements militaires destinés à former le cheval de cavalerie.
Au cours du XXe siècle, certaines races historiques entament un développement orienté vers le sport. Les croisements entre chevaux de selle, races autochtones, Pur-sang anglais et chevaux arabes deviennent plus sélectifs.
L'élevage s'oriente progressivement à produire des chevaux spécialisés plus performants dans chaque discipline. Dans cet objectif, ils cherchent à augmenter la taille et la masse musculaire sur les chevaux de saut d'obstacles, la résistance pour les chevaux de complet, et les allures et l'esthétisme pour les chevaux de dressage.
Le selle français, l'anglo-arabe et les races du nord de l'Europe deviennent des chevaux de sport à part entière.

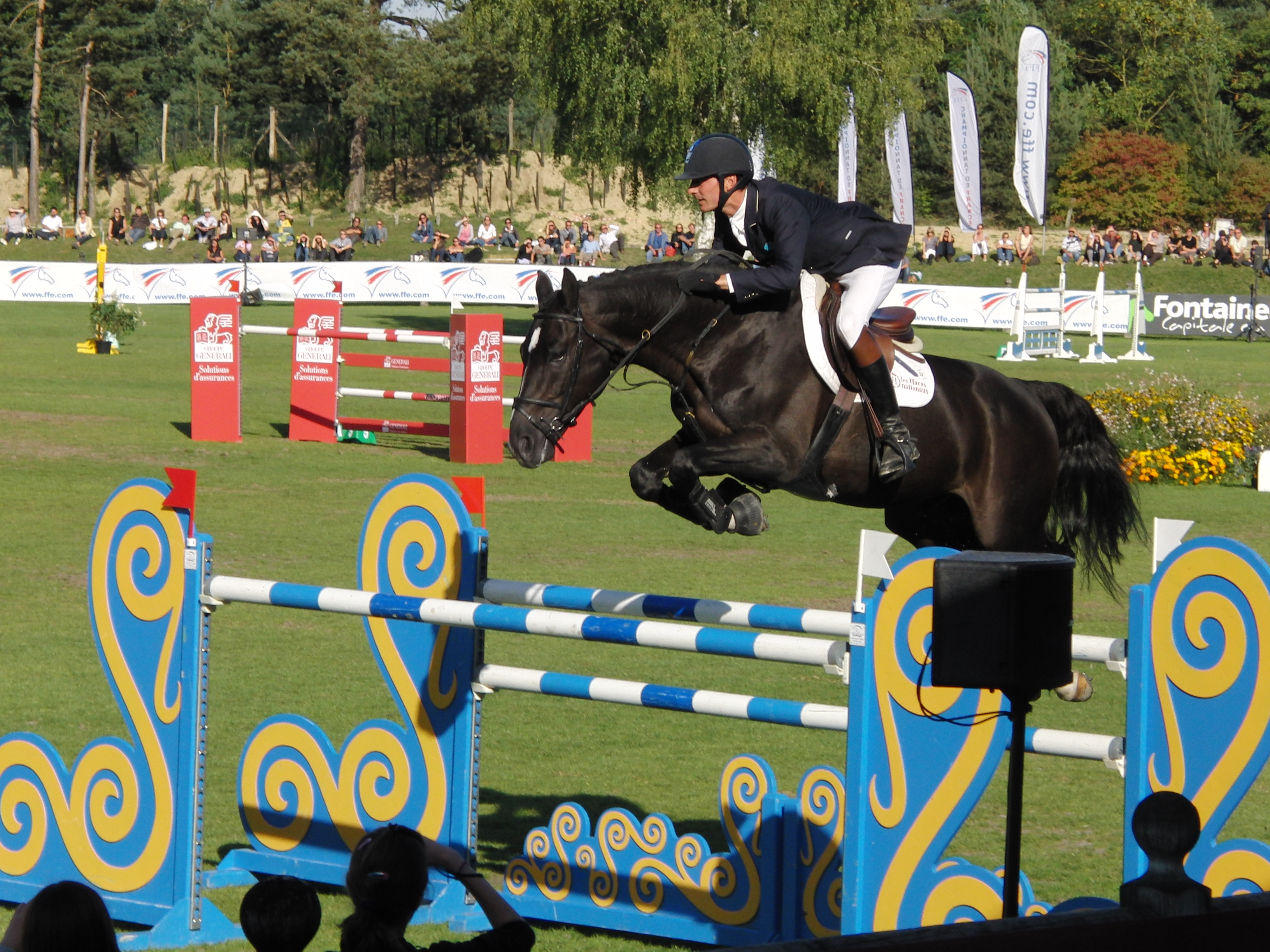
L'étalon selle français Luccianno est issu d'un père holsteiner et d'une mère selle français.

À partir des années 2000, la tendance est à l'internationalisation du cheval de sport. Grâce à la mondialisation des échanges et également grâce à la généralisation de l'insémination artificielle, l'accès à des reproducteurs étrangers est devenu possible pour les éleveurs.
Ainsi chez le selle français, le croisement avec des selles étrangers augmente depuis le début des années 2000 : en 1998, 1 % des pères selle français sont de race étrangère, alors qu'ils sont 6 % en 2000, et 25 % en 2005. Une preuve des efforts d'internationalisation à l'échelle européenne est la création de la World Breeding Federation for Sport Horses (WBFSH), qui organise l'harmonisation des méthodes d'élevage de chevaux de sport, notamment grâce au travail de l′Interstallion working group. Les organismes de gestion du cheval de sport risquent d'être confrontés à une baisse de la diversité génétique dans les années à venir, en raison des croisements de plus en plus fréquents entre les différentes races. Cette perspective a motivé l'organisation d'un congrès de recherche à Budapest en 2005.
L'élevage du cheval de sport est en développement dans de nombreux pays du monde. Le Royaume-Uni en compte un nombre croissant au début du XXIe siècle, au détriment de l'élevage des races natives. En Chine, où les sports équestres se développent, de nombreux chevaux de sport (notamment français) sont importés depuis les années 2010,,.  

## Utilisation
Un cheval de sport est sélectionné pour la pratique du saut d'obstacles, du dressage, du complet, et, très rarement, de l'attelage.
Il est normalement destiné à la compétition. Mais les niveaux de pratique étant variés, il existe une zone de flou entre la pratique des cavaliers en sport pur et la pratique en loisir.
Ainsi en France, selon une enquête menée en 2011 par l'Observatoire économique et social du cheval, 80 % des achats d'équidés sont motivés par le sport, le loisir ou le travail, et parmi les équidés destinés au sport-loisir, seuls 10 % sont destinés à la pratique unique en compétition, contre 26 % pour ceux destinés à une pratique polyvalente avec de la compétition.
Ce qui aboutit à un décalage entre l'offre et la demande, puisque la production française est globalement orientée vers le sport, les éleveurs espérant vendre à prix élevé. Bon nombre de chevaux nés pour le sport sont ainsi utilisés pour le loisir ou l'enseignement.

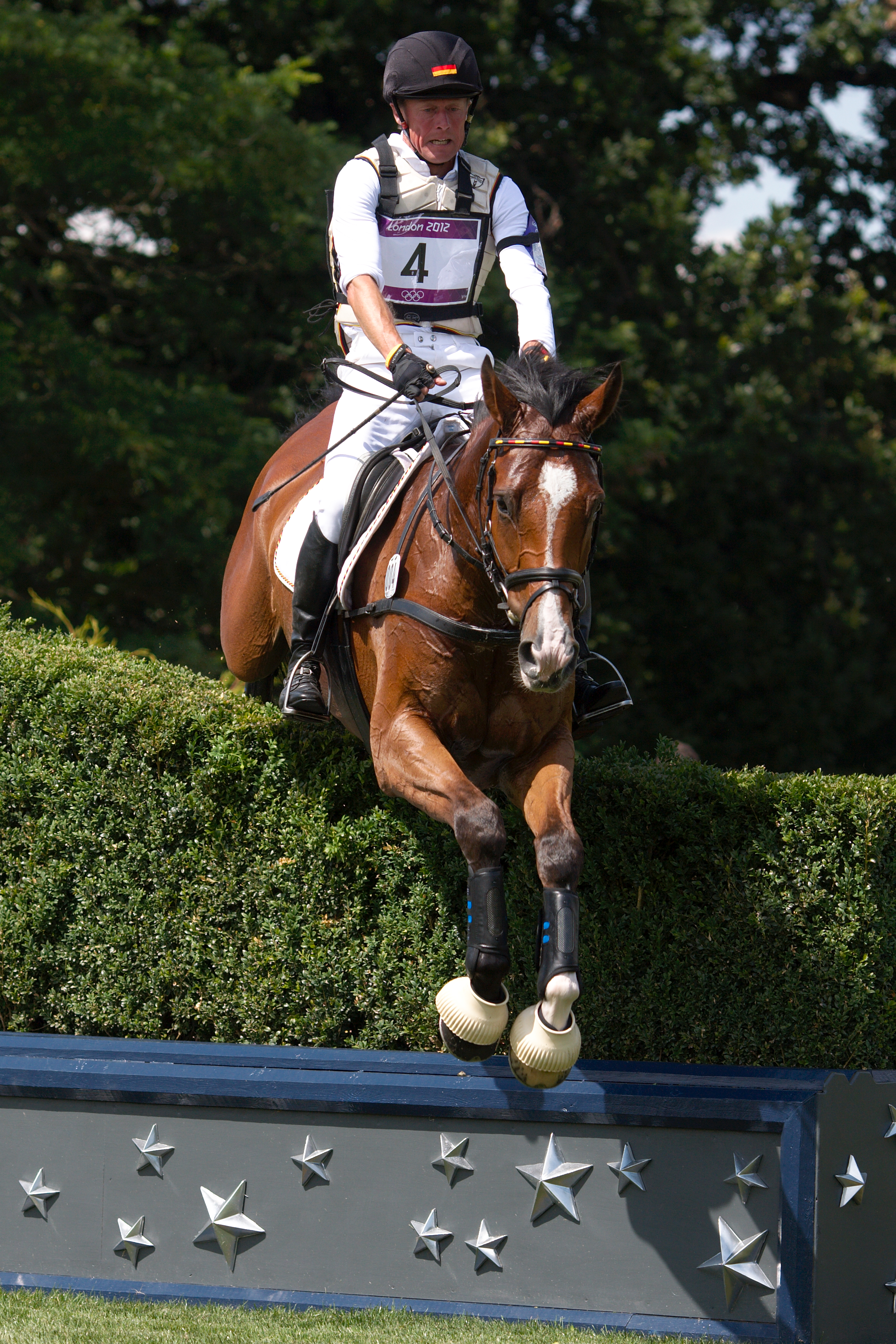
Concours complet.
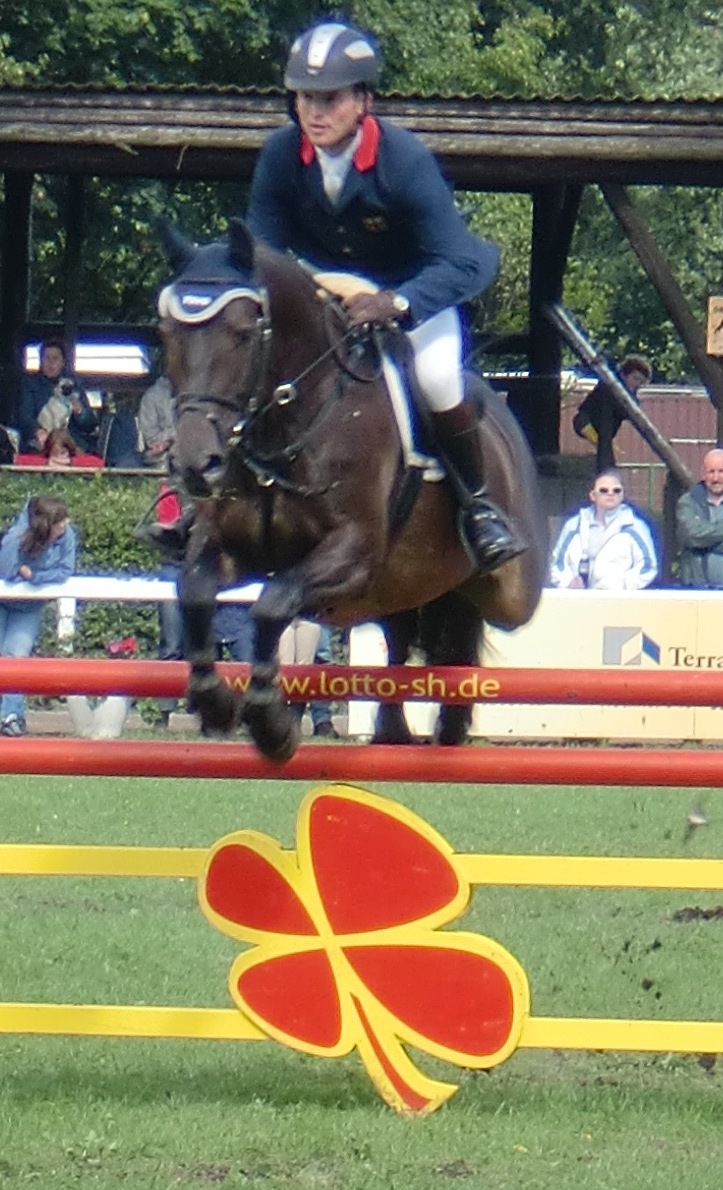
Saut d'obstacles.
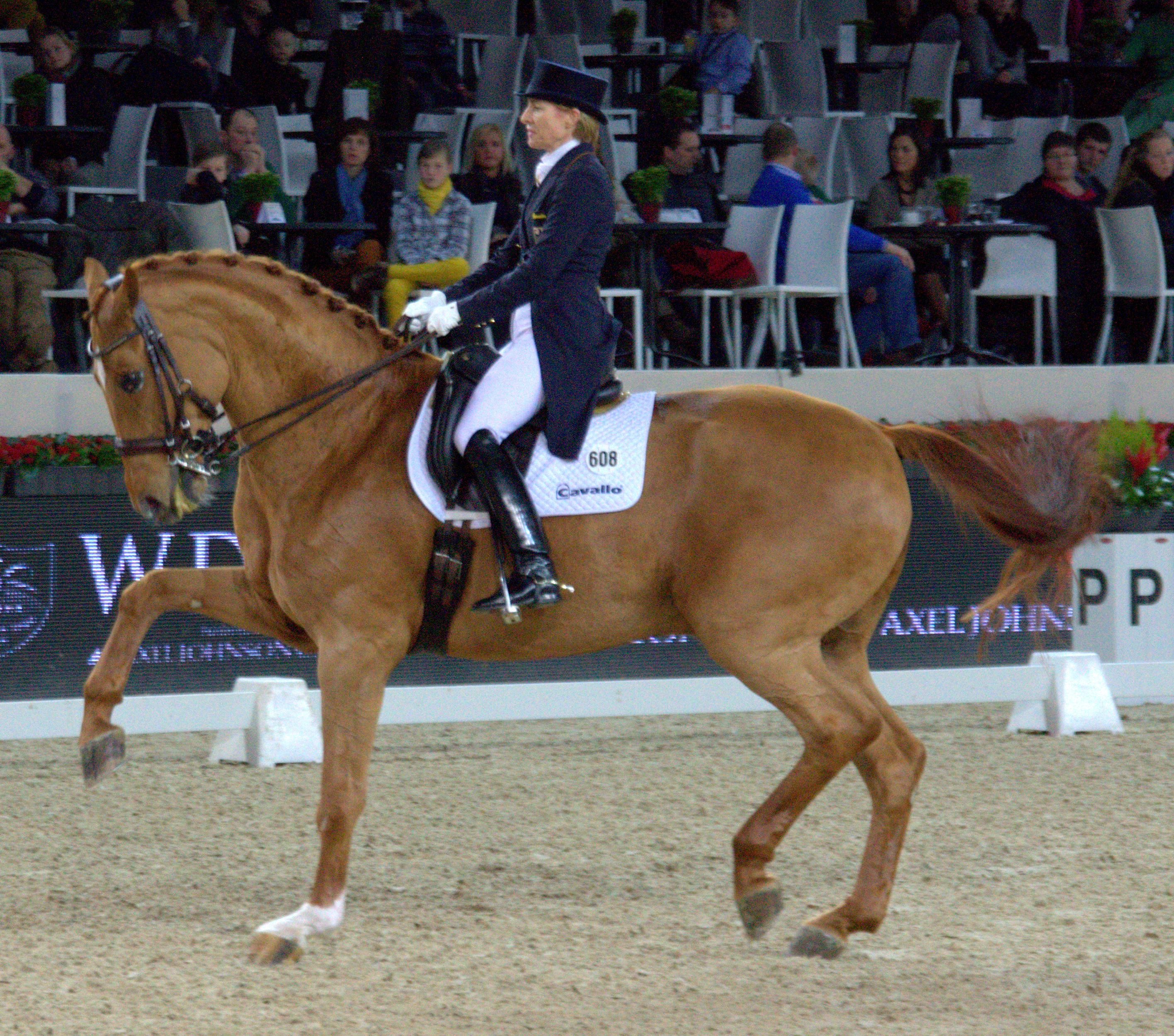
Dressage.

Le cheval de sport réalise des performances physiques impressionnantes, incluant les sauts d'une grande variété d'obstacles et de surfaces, des virages serrés et des parcours au galop, le tout en portant le poids du cavalier sur son dos. Dans certains cas (dressage notamment), sa performance peut être jugée de manière subjective, en fonction de son « élégance ». Quoi qu'il en soit, toutes les utilisations sportives du cheval lui demandent une excellente coordination des mouvements.

## Sélection
Le cheval de sport fait l'objet d'une sélection rigoureuse. Chaque studbook possède ses propres méthodes pour tester et sélectionner ses reproducteurs. Le pedigree et les performances sportives sont particulièrement étudiés.
Dans la plupart des studbooks de chevaux de sport, des commissions sont ainsi organisées. On juge le modèle et les allures du cheval, ainsi que l'aptitude au saut pour le cas des chevaux destinés au saut d'obstacles.
La stratégie de sélection diffère donc d'un studbook à un autre, mais deux grands types peuvent être observés : les studbooks qui privilégient la performance sur compétition et ceux qui utilisent des stations de testage où plusieurs caractères en rapport avec les disciplines sportives visées sont étudiés.
En France, la sélection des chevaux de sport est essentiellement basée sur la performance sportive. Cette approche implique la reproduction de chevaux déjà âgés, ce qui limite dans le temps l'amélioration génétique de la race, puisque l’intervalle entre les générations est assez grand, soit dix ans. Un grand nombre d'outils génomiques sont disponibles, et devraient devenir plus nombreux dans les années à venir, permettant une détection précoce du potentiel sportif du cheval. Ces outils permettront de détecter le ou les gènes responsables des performances et de certaines maladies héréditaires. Le diagnostic de la myopathie à stockage de polysaccharides par génotypage est déjà couramment appliqué.

### Gestion de la diversité génétique et notion de « race »
Les études génétiques ont révélé que les étalons des races de sport européennes sont très proches, en raison de la présence de reproducteurs communs. Ainsi, les étalons Pur-sang Orange Peel, Precipitation et Rantzau, tous trois descendants d'Eclipse, figurent dans le pedigree de presque tous les grands chevaux de CSO actuels. La notion de race tend progressivement à disparaître au profit du « cheval de sport ». Cet aspect influence fort la notion de préservation des races. Les chevaux de sport allemands, héritiers d'une longue histoire, continuent à exister sous leur nom de race historique, mais ils intègrent des objectifs d'élevage sportif modernes qui incluent de nombreux croisements étrangers. Par conséquent, les différentes races de chevaux de sport (selle français, holsteiner, hanovrien, etc) ne sont presque plus différentiables par leur modèle.

## Formation

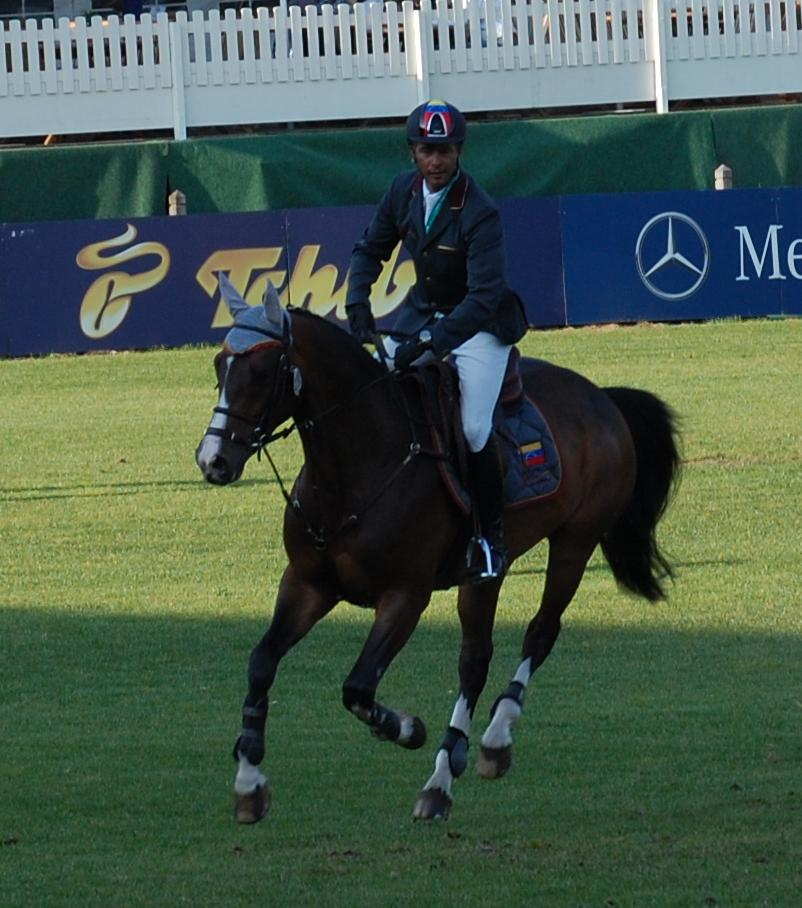
Une compétition de saut d'obstacles jeunes chevaux à Hambourg en 2011.

Le cheval de sport nécessite une formation particulière pour répondre aux fonctions auxquelles on le destine. 
Le débourrage du cheval dépend des objectifs fixés quant à sa participation ou non aux épreuves d'élevage. Les premiers concours sous la selle s'effectuent l'année des trois ans. Pour faciliter cet apprentissage, le poulain est manipulé très tôt par l'homme. Il lui enseigne dans ses premières années les actions du quotidien comme le pansage, marcher en main, ou se laisser prendre les pieds. Un pré-débourrage peut également être effectué vers dix-huit mois à deux ans.
En France, les jeunes chevaux de quatre à six ans ont la possibilité de concourir sur des épreuves leur étant réservées. Deux circuits parallèles mis en place par la Société hippique française (SHF) proposent des épreuves adaptées aux jeunes chevaux dans les disciplines du saut d'obstacles, du complet et du dressage : le cycle classique, destiné aux cavaliers professionnels, et le cycle libre, destiné aux amateurs,.
La semaine de l'élevage à Fontainebleau rassemble chaque année en septembre l’ensemble des acteurs de la filière des chevaux de sport, en particulier ceux de saut d’obstacles, et accueille les finales des épreuves jeunes chevaux de saut d'obstacles.

## Soins et entretien
Le cheval de sport nécessite des soins et un entretien particulier. Il est considéré comme un athlète, et est donc soumis à un entrainement adapté. Des études vétérinaires sur la physiologie du cheval à l'effort ont été menées depuis les années 1970 afin de mettre la science au service de la conduite de l'entrainement du cheval. Les apports alimentaires sont à fixer en fonction du travail programmé et des objectifs visés. L'entraînement sportif des chevaux provoque un débat éthique, car, « la souffrance a sa place et la pathologie est la norme, conséquence inéluctable d'un jeu permanent avec les limites physiologiques du corps ». Il y a cependant une prise de conscience croissante du rôle joué par la détente et le contact avec des congénères, de manière à « garantir équilibre et le bien-être du cheval, facteurs non négligeables d'augmentation de la performance ».
Le cheval de sport peut souffrir de problèmes de santé qui affectent ses performances. Le stress et le « trac » entraînent des problèmes gastro-intestinaux, qui peuvent mener à des coliques. Une baisse subite de performances peut dénoter un problème de cœur. Les accidents cardiaques dus à l'effort, bien que rares, sont dramatiques et spectaculaires, comme l'a démontré la mort subite du cheval Hickstead après un parcours de saut d'obstacles, fin 2011. La rhabdomyolyse d'effort, dite « coup de sang » ou « maladie du lundi » parce qu'elle survient après l'effort, peut être due à différentes maladies neuromusculaires, dont la myopathie à stockage de polysaccharides. Sa survenue peut être évitée par une gestion spécifique du travail et de l'alimentation. Les problèmes d'orthopédie et de pieds sont une source fréquente de baisse de performance des chevaux de sport, notamment l'ostéochondrite. Il a été suggéré que dans la discipline du dressage, les problèmes de ligament suspenseur souvent observés proviendraient du trot rassemblé et du trot allongé. Dans les cas de baisse de performances, un examen du système respiratoire peut aussi permettre de tirer un diagnostic.
Les problèmes de santé sont assez fréquents chez les chevaux de sport. Une étude sur les selles qui tournent conclut que la plupart des boiteries ne sont pas détectés : sur 506 chevaux de sport étudiés, la moitié étaient boiteux, généralement sans que leur cavalier n'en ait conscience. La question du bien-être se pose du fait de nombreuses observations de signes de stress chez les chevaux de compétition, tels que des fouaillements de queue et des secouements de tête. Il a été suggéré à la FEI de mieux prendre en compte ces comportements.